# Megastruktur

Diagram över en Dysonfär.

En megastruktur eller megakonstruktion är ett hypotetisk byggnadsverk ofta benämnt i och som vanliga verk inom Science fiction eller spekulativ fiktion. Byggnadsverken är ofta på planetära nivåer storleksmässigt eller solsystem. Ofta omöjliga att konstruera i nutid men termen kan även omfatta existerande byggnadsverk på Jorden, som Kinesiska muren eller byggnadsprojektet The Line i Saudi Arabien. Ibland innefattar termen också megakonstruktioner som skyskrapor, dammar och liknande. Exempel är The Zuiderzee Works i Nederländerna och Burj Khalifa i Förenade Arabemiraten.

## Karaktär
De karaktäriseras oftast av att uppfylla ett mål eller funktion för mänskligheten. Dysonfären är ett exempel där en sfär av solpaneler utvinner energi från en stjärna. Ringvärldar som sett ur Science fiction romanen Ringworld är ett annat exempel där en artificiell ring cirkulerar runt ett planetärt objekt. Den roterar i motsatt riktning som dess omloppsbana runt objektet för att skapa artificiell gravitation för människor. I den fiktiva världen BLAME! utspelar sig Mangan inom en megastruktur som omfattar hela solsystemet där världen beskrivs om megalofobiskt enorm och ensam.

## Teoretiska
Ett antal teoretiska strukturer har föreslagits som kan betraktas som megastrukturer.
- En Dysonsvärm består av levande habitat, satelliter och solenergisamlare som kretsar som ett nät runt en stjärna.[5]
- En Matrioshka-hjärna består av flera lager av dysonsfärer som utnyttjar en stjärnas hela energiutflöde för att driva ett datorsystem.[6]